# 放牛班的春天
《放牛班的春天》是一部2004年上映的法国電影，由克里斯托夫·巴拉蒂（Christophe Barratier）所执导，该片是1945年法国电影《一籠夜鶯》（La cage aux rossignols）的翻拍作品。
電影歌頌了教師人性化的教育方法，表達出音樂是傳達情感和感化的一種好方式，同時也揭示了失去父母的孩子們內心的痛苦。

## 劇情
2003年，法國指揮家皮耶爾赴美演出，他在演出前得知自己的母親過世了。演出結束後，他回法國參加葬禮，他的老友佩皮諾帶著一本日記來找他。這本日記屬於他們老師克萊門特·馬修，兩人一起讀這本日記。
1949年，失意的音樂家克萊門特·馬修來到一所專為問題兒童設置的寄宿學校「池塘之底」就職，擔任管理學生生活的學監。他在校門看見佩皮諾，佩皮諾在等待星期六到來，他相信他的父親會在星期六接他，但佩皮諾不知道自己的父母已經在二戰中身亡。
馬修發現這所學校的校長拉欽管教孩子的態度很嚴厲，所以他試著以幽默和善意來對待孩子。當學生魁雷克設置了小機關並弄傷學校雜工馬克森的眼睛時，馬修向校長隱瞞了犯罪者的身分，交換條件是讓魁雷克在馬克森康復期間照顧他，校長同意了這項條件，但他不認為馬修能管好學生。
馬修發現孩子們唱著粗俗的歌曲，他決定把他們組成合唱團，透過每天練習以加強他們的紀律。馬修依孩子們的聲音特質將他們分成不同的聲部。然而學生皮耶爾不想唱歌，後來馬修發現皮耶爾獨處時會哼唱，而且嗓子超乎尋常，因此馬修給了他獨唱的位置。一名叫孟丹的學生轉入學校，他的個性殘忍叛逆、性好霸凌，在他偷了一塊錶後，被關禁閉半個月。
在馬修的帶領下，合唱團的演唱能力大幅進步，孩子們不僅更守紀律，也更常展露笑容。其他教職員連帶放寬了對孩子的管教方式，甚至連拉欽也不再嚴格，和學生們一起踢球、摺紙飛機。孟丹被釋放後似乎偷走學校所有的錢並潛逃出校，孟丹被捕後企圖掐死拉欽，但即使他被警方帶走，也拒絕透露贓款位置。
學校的贊助者伯爵夫人耳聞合唱團的消息，馬修讓合唱團在她及其他人面前表演，皮耶爾的表演深深吸引住伯爵夫人和所有的聽眾。馬修發現學校失竊的錢實際上是學生柯爾賓偷走的，儘管如此，拉欽還是拒絕讓孟丹回到學校。
拉欽把合唱團的功勞攬到自己身上，並到里昂接受獎賞，馬修和馬克森便停課並帶孩子們去郊遊。當他們都離開後，孟丹放火燒了學校，馬克森因為擅離職守而被扣一個月薪水，而馬修則被解雇。當馬修離開時，孩子們一邊高聲合唱，一邊把寫滿祝福與道別的紙飛機射向這位恩師。
回到2003年，皮耶爾讀完日記後講述後來發生的事，他進入音樂學院深造，而拉欽因為虐待學生而被解雇。佩皮諾表示，馬修的餘生都奉獻給教授音樂。故事結尾表明馬修被解雇那天帶佩皮諾離開學校，並將他撫養長大，而那天是星期六。

## 演员
| 角色                | 演員               | 介紹                         |
| ------------------- | ------------------ | ---------------------------- |
| 克莱门特·马修       | 杰拉德·贾诺特      | 班導師和失败的音乐家         |
| 拉钦                | 弗朗索瓦·伯兰      | “池塘之底”學校的校長         |
| 幼年的皮埃尔·莫汉格 | 让-巴蒂斯特·莫尼耶 | 一个唱歌好听但举止不良的男孩 |
| 老年的皮埃尔·莫汉格 | 雅克·贝汉          | 成功的乐队指挥               |
| 幼年的佩皮诺        | 马克森斯·佩兰      | 一个孤儿，其父母死于二战     |
| 老年的佩皮诺        | 迪迪埃·佛莱芒      |                              |
| 沙伯特              | 卡德·梅拉德        | 体育教师                     |
| 马克森提乌斯        | 约翰·保罗·博内尔   | 学校看门人                   |
| 莫朗热              | 玛丽·布内尔        | 皮埃尔的单身母亲             |
| 孟丹                | 格雷戈里·加蒂诺    | 校霸                         |
| 魁雷克              | 西里尔·伯尼科特    |                              |

## 荣誉

### 获奖
- 凱薩电影奖最佳配乐
- 凱薩电影奖最佳混音
- 欧洲电影奖最佳配乐
- 曼谷国际电影节最佳男主角

### 提名
- 奥斯卡最佳外语片提名
- 奥斯卡最佳原创歌曲提名
- 金球奖最佳外语片提名
- 英国电影学院奖最佳外语片提名
- 英国电影学院奖最佳原创音乐提名
- 英国电影学院奖最佳改编剧本提名
- 凱薩电影奖最佳电影提名
- 凱薩电影奖最佳男主角提名
- 法国凱薩电影奖最佳男配角提名
- 法国凱薩电影奖最佳美术设计提名
- 欧洲电影奖最佳电影提名
- 欧洲电影奖最佳男主角提名
- 曼谷国际电影节最佳电影提名

## 註解
1. ↑  片名直譯為「合唱團」